# 大批判
大批判指在1950年代至1970年代中国大陆的一类批评、谴责式政治活动的通称。

## 来由
“批判”一词来源于德语词Kritik（英语：criticism）。在康德那里，批判是扬弃和理解、超越（否定）和熔铸（保留），“彻底的检讨、反省”，“独立于所有经验去追求一切知识的一般理性能力的批判”。它主张一切事物都必须接受理性的审查。其本意包含有分析、探讨、评价、判断等多方面内容，可以偏于肯定性的，也可以偏于否定性的，或两者兼有；否定性的也可引申为批评、谴责的意思。词性为中性的。王国维译为“批评”，胡适译为“评判”，北京大学胡仁源译为“批判”，贺麟译作“论衡”。后来“批判”成为公认共用的定名译法。

## 本质
大批判实际上是以权力为背景、倚仗而非以事实、逻辑为归依的政治审判、裁断。“批判”被冠以“大”的词头（政治运动要“大搞”，阶级斗争要“大抓”，生产速度要“大上”，人民公社要“大办”，钢铁要“大炼”——已经成为一种修辞、思维定式），使它超出说理、论理范畴，成了用阶级斗争眼光看待一切，情绪化、非理性的政治斗争、群众运动。
有人把它的特征概括为：群众运动，一哄而上，乱拳锤打，践踏说理的基本规则；不顾批判对象的实际，断章取义，深文周纳，无限上纲，甚至随意虚构对象文本，怎么耸人听闻怎么编造；以政治正确（“凡是敌人反对的我们就要拥护，凡是敌人拥护的我们就要反对”）的敌我界限为判断标准，不用事实和逻辑讲道理，以人划线，权势压人（1949年毛泽东为新华社撰写的社论将胡适、傅斯年、钱穆定性为“反动文人学者”，1955年定胡风为反革命集团的也是毛泽东）；不容申辩，哪怕顺着批判势头的自我贬损也被认定“假检讨真反扑”，越批判调子越高，必欲打倒为止。

## 发展经过
1957年反右运动中成为“大鸣、大放、大字报、大辩论”四大的核心“大批判”，其表现形式是批判斗争（简称批斗）。在基层单位对判定为反党反社会主义的人进行批斗，除了“乱扣大帽子”（对领导有意见就是反党）的政治审判，还伴之以辱骂、体罚。挨批者只能唯唯诺诺、丑化自己。甚至在报刊广播媒体出现上万人同声的口诛笔伐。
作为政治化的话语方式，大批判在1966年文化大革命开始以前就已经成型、普及，较著名的计有对电影《武训传》的批判(1951)、对《＜红楼梦＞研究》的批判（1954）、对胡风反革命集团的批判（1955）、对资产阶级右派的批判（1957）、对修正主义文艺路线的批判（1965）等5次大批判（见周扬《高举毛泽东思想红旗做又会劳动又会创作的文艺战士 ——1965年11月29日 在全国青年业余文学创作积极分子大会上的讲话》，《人民日报》1966年1月1日）。
文革时期十六条把大批判规定为文革的重要任务之一、斗批改的主要阶段，两报一刊甚至专门发了社论《抓紧革命大批判》（1969年8月25日）。并把它确定为文科大学的教改方向和内容。大批判被加上“革命”的定语后，更加恶性发展到打倒一切、以言杀人的地步。虽然语气、措辞、逻辑、分析方法、视角与文革前一样，但大批判的战场由报刊、学术转向社会生活，对象指向从官员到历次运动挨整者、普通百姓，战线散乱，到处开花，除了无产阶级司令部本身无人可以幸免。今天批判人，明天被批判。阶级斗争的敌情观念成为左右大批判方向的神经质主宰。大批判在当时实际上为政治上的前面整肃清算提供民意—舆论合法性支撑。典型的有毛泽东《炮打司令部》，戚本禹《爱国主义还是卖国主义？》和姚文元《评新编历史剧〈海瑞罢官〉》、批三家村、批周扬、批陶铸的文章）。
群众性大批判的战场由报刊、学术转向社会生活，被暴力化的大批判直接成为政治运动本身，大字报、大辩论、声讨通电、传单标语口号漫天飞，高帽子、黑牌、批斗砸烂了国家行政机器。天下大乱。甚至形成各说各话的群众性派别组织（大字报、大批判的文斗成为日后武斗的前期准备），看似这一切出于自发，其实仍然是使用着统一的官方意识形态（指责对方背叛“毛主席的革命路线”），仍然听命于中央集权——中央文革指示、两报一刊和中共中央、国务院、中央军委、中央文革的联名通令指挥、控制着一切。清理阶级队伍、整党时人人过关的斗私随时可以迅速发展到批修，再没有人民内部与敌我矛盾的明确界限。
1970年代大批判出现正规化趋势，各级党政机构都设有专业的大批判组。其中最著名大批判组的有梁效（清华、北大两校）、罗思鼎（上海市委）、池恒（《红旗》杂志）、唐晓文（中共中央党校）、初澜（文化部）、洪广思（北京市委）等。他们不但通过“评法批儒”、“全面专政”等意识形态美容术，为造成文革社会震荡的政策修补合法化，而且给邓小平收拾残局的整顿制造麻烦，使震动进一步制度化。

## 反思
后文革时期，人们清算这一话语方式时，认为它是“文艺以至整个思想战线上的‘打砸抢’”；把不讲道理、权势（政治权力、话语权力）唬人、唯我正确（革命）、泛道德化的说话/论证方式，称之为“大批判”。其中有愤怒、轻蔑、无奈和残留的恐惧。坚持一元化真理观的排他性论证，都或多或少地带有大批判基因。而明火执仗地以大批判相标榜的多半是用戏拟方式开玩笑，以加强修辞效果，吸引受众眼球。